# Список прем'єр-міністрів Барбадосу
Прем'єр-міністр Барбадосу — глава уряду та виконавчої влади Барбадосу. Первинно уряд країни очолював прем'єр, після здобуття незалежності Великої Британії 1966 року посаду було перейменовано на прем'єр-міністра.

## Прем'єри (до1966року)
| Ім'я                  | Термін повноважень | Термін повноважень | Політична партія                            | Політична партія |
| Ім'я                  | Вступив на посаду  | Залишив посаду     | Політична партія                            | Політична партія |
| --------------------- | ------------------ | ------------------ | ------------------------------------------- | ---------------- |
| Грентлі Герберт Адамс | 1 лютого 1954      | 17 квітня 1958     | Барбадоська лейбористська партія            |                  |
| Г'ю Гордон Каммінгс   | 17 квітня 1958     | 8 грудня 1961      | Барбадоська лейбористська партія            |                  |
| Еррол Берроу          | 8 грудня 1961      | 18 листопада 1966  | Демократична лейбористська партія Барбадосу |                  |

## Прем'єр-міністри (з 1966 року)
| Ім'я                      | Фото | Термін повноважень | Термін повноважень | Політична партія                            | Політична партія |
| Ім'я                      | Фото | Вступив на посаду  | Залишив посаду     | Політична партія                            | Політична партія |
| ------------------------- | ---- | ------------------ | ------------------ | ------------------------------------------- | ---------------- |
| Еррол Берроу              |      | 18 листопада 1966  | 8 вересня 1976     | Демократична лейбористська партія Барбадосу |                  |
| Том Адамс                 |      | 8 вересня 1976     | 11 березня 1985    | Лейбористська партія Барбадосу              |                  |
| Гарольд Бернард Сент-Джон |      | 11 березня 1985    | 29 травня 1986     | Лейбористська партія Барбадосу              |                  |
| Еррол Берроу              |      | 29 травня 1986     | 1 червня 1987      | Демократична лейбористська партія Барбадосу |                  |
| Ллойд Ерскін Сендіфорд    |      | 1 червня 1987      | 7 вересня 1994     | Демократична лейбористська партія Барбадосу |                  |
| Овен Артур                |      | 7 вересня 1994     | 16 січня 2008      | Лейбористська партія Барбадосу              |                  |
| Девід Томпсон             |      | 16 січня 2008      | 23 жовтня 2010     | Демократична лейбористська партія Барбадосу |                  |
| Фріндел Стюарт            |      | 23 жовтня 2010     | 25 травня 2018     | Демократична лейбористська партія Барбадосу |                  |
| Міа Моттлі                |      | 25 травня 2018     |                    | Лейбористська партія Барбадосу              |                  |